# Dragotin Ferdinand Ripšl
Dragotin Ferdinand Ripšl (tudi Karl Ferdinand Ripschl,  in Dragotin Milozvan Ripšl ), slovenski duhovnik, kronist, narodni buditelj, pisatelj in sadjar, * 1. november 1820, Šentjur, † 8. november 1887, Videm ob Savi (danes Krško).

## Življenje
Dragotin Ferdinand Ripšl se je rodil v učiteljski družini v Šentjurju. Šolal se je na gimnaziji v Celju in končal bogoslovje v Celovcu. Posvečen je bil leta 1853. Že v zgodnji mladosti se je izoblikoval v zavednega Slovenca in je izražal miselnost takratne meščanske družbe, odpor proti tujcu ter našel različne poti za izražanje svojih naprednih misli o nacionalni, socialni in duhovni svobodi.
Med leti 1859 in 1864 je služboval po Koroškem, Štajerskem in v Benečiji, ki so bile takrat vse pod Avstrijo in kjer je bil vojni kurat. V Posavju je služboval v Brežicah med leti 1851 in 1854 in kasneje v Loki pri Zidanem Mostu med leti 1864 in 1874. Njegovo zadnje mesto je bilo v župniji sv. Ruperta na Vidmu ob Savi, kamor je prišel leta 1874 in zatem 8. novembra 1887 tudi umrl. Pokopan je bil 10. novembra 1887.

## Dela
- Kratki nauki za sadjorejo (1867)
- Kronika župnije Videm
- Pesmarica za kratek čas ino ne iščejo nobene večne slave